# مونفرماي
مونفرماي هي مدينة من مدن فرنسا. يبلغ عدد سكانها 26060 نسمة وذلك حسب إحصائيات سنة 2006. تبلغ مساحتها 5 كم².

## أعلام
- جوني بلاسيد
- لاريس مابيالا
- كريستيان بوتيل
- مامادو ساماسا
- أوليفييه نيوكاس
- آدم ييرزي تشارتوريسكي